# Soldatenbuch

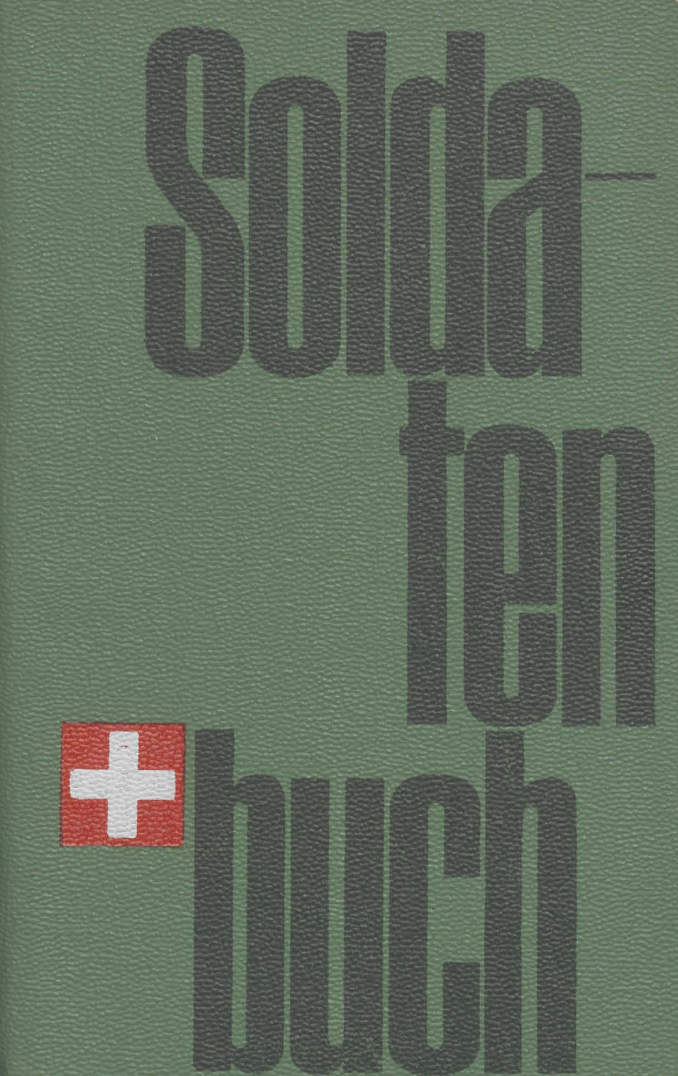
Einband

Das Soldatenbuch war ein Handbuch, das von 1958 bis 1974 allen Angehörigen der Schweizer Armee ausgehändigt wurde. Es vermittelte auf 384 reich illustrierten Seiten und in einprägsamer, einfacher Sprache folgende Themen:
- staatsbürgerliches Grundwissen (z. B.: „Bürger und Soldat“, „Gedanken beim Urnengang“, „Unsere Neutralität“)
- militärische Ausbildungs- und Erziehungsinhalte (z. B.: „Erhalte dich kampftüchtig“, „Der Feind ist überall“, „Wir treten zum Nahkampf an“)
- Informationen über den Aufbau der Armee, die Truppengattungen und Dienstzweige etc.
- Liedertexte und wichtige Schweizer Texte (z. B.: Fahneneid, Bundesbrief von 1291, Nationalhymne)

Als das Buch im Jahr 1974 vergriffen war, entschied das Militärdepartement, auf einen Neudruck zu verzichten. Viele der Inhalte des Buches werden der Truppe seither in einzelnen Reglementen, Broschüren und in anderer Form vermittelt.
Noch 1986 lehnte der Bundesrat einen parlamentarischen Vorstoss zur Wiedereinführung eines Soldatenbuches, das der „Stärkung des schweizerischen Heimatbewusstseins, der Geistigen Landesverteidigung und der Wehrbereitschaft“ dienen sollte, ab. Das Buch habe „seinerzeit unterschiedliche Reaktionen ausgelöst“, es müsste kostspielig neu konzipiert werden und die geistige Landesverteidigung sei nicht Sache der Armee.
Das Soldatenbuch wurde im Auftrag des Bundesrates vom Eidgenössischen Militärdepartement herausgegeben. Die Illustrationen stammen von den Künstlern Rudolf Levers, Hans Tomamichel, Willi Bär und René Villiger, der Einband von Werner Mühlemann.